# 运输大队长
运输大队长是第二次国共内战时期中共内部对中華民國總統暨中国国民党总裁蔣中正的貶稱，意在諷刺蒋中正指挥的國軍作战不利而常將軍事物資遺留給共軍。

## 沿革

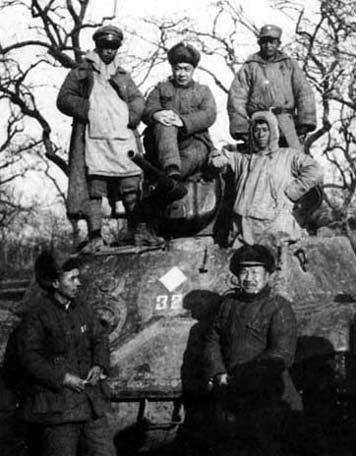
1947年1月鲁南战役后，新四军兼山东军区司令员陈毅（坦克上中）与华中军区司令员张鼎丞（坦克前左）、山东军区副司令员张云逸（坦克前右）在缴获的M3/M5坦克前留影

早在第一次反围剿战争时期，中国工农红军就以“运输大队长”形容蒋介石军队不堪一击、丢兵卸甲，虽是战争，实则是将军事物资补给丢给红军。1936年12月，毛泽东在《中国革命战争的战略问题》中最后提到：
|  | 我们建立军事工业，须使之不助长依赖性。我们的基本方针是依赖帝国主义和国内敌人的军事工业。伦敦和汉阳的兵工厂，我们是有权利的，并且经过敌人的运输队送来。这是真理，并不是笑话。 |

1947年1月，陈毅、粟裕率领的山东野战军、华中野战军在鲁南发动突袭战（史稱鲁南战役），三天之内完成对國民革命軍第一快速纵队的围歼；期间野战军布置假的地空联络标志，使得国军空军将一批物资直接空投到野战军阵地上。整场战役中，野战军缴获美式105 mm榴弹炮48门，坦克24辆，汽车470台，华东野战军以此为基础组建了特种兵纵队。由于缴获惊人，野战军在清缴物资后制作了一份传单《给“运输大队长”的一张收据》，将国军戏称为“蒋介石运输公司”。
1947年2月，华东野战军继续在粟裕指挥下，以放弃山东解放区中心城市临沂为代价，在莱芜进行运动战，史称莱芜战役。战役以华东野战军大获全胜并全歼國軍李仙洲部七万余人告終。由于李仙洲部为蒋介石嫡系部队，故多配備美式装备。解放军在战果基础上成立第九纵队（宋时轮为司令员、郭化若为政委），直接使用美式装备，将士上下均称蒋介石是“运输大队长”。
在中共内部，毛泽东和周恩来等人也常以“运输大队长”形容蒋介石。1948年，当时毛泽东尚在河北阜平县花山村，聂荣臻司令给毛泽东和师哲找裁缝量衣服。由于毛泽东省吃俭用从不做新衣服，加上师哲精通俄语，当时毛泽东的警卫员李银桥和阎长林在陪同毛泽东爬山时，聊天推测毛泽东是要出访苏联，“让斯大林多援助我们一些武器”。毛泽东听后大笑说，“叫斯大林援助武器就不如叫美国多援助蒋介石。蒋介石是我们的运输大队长，给我们送武器不要收条，也不要钱，那多好啊。”
1949年10月1日中华人民共和国开国大典在北京天安门城楼举行，下午三点，在城楼中间的休息大厅中，毛泽东从口袋里拿出烟给刘少奇。刘少奇看到烟牌子说“三五烟，洋货啊，是战利品么？”毛泽东笑着说“我们有一个很好的运输大队长呢！他不仅为我们提供枪炮子弹，还提供鬼子烟，不吸对不起蒋委员长哟！”
1962年6月8日，毛泽东在听取了杨成武、许世友有关东南沿海形势的汇报后，决定應對蒋介石“反攻大陸”的计划。并与刘少奇、彭真、罗瑞卿、萧华、陆定一、吴冷西开会斟酌。6月24日，《人民日报》发表了经毛泽东审阅修改的新华社电讯稿《全国军民要提高警惕准备粉碎蒋匪帮军事冒险》，其中再次提到：
|  | ……蒋介石是著名的运输大队长，好久业务荒疏，看来手痒难耐了，那末，就等他再送一批美国武器来吧，我们将照例接收，不给收条。…… |

1962年10月，国軍意图在广东沿海进行袭扰，公安部部长罗瑞卿利用广东电白县缴获的电台，引诱国軍上钩。国軍在不知有诈情况下，派遣6人小组抵达预定位置广东阳江，并空投物资，最终导致人财两空。罗瑞卿决定将此事公布，在中央会议上，刘少奇称在公布前再发两个电报给叶翔之，以作挖苦。周恩来也表示赞同。会后，公安部用缴获电台发布电报“叶翔之先生并请传达你们的蒋总裁：承送礼物已全数收到，今后如蒙继续输送，我们仍将照例接受。”

## 仿效
俄烏戰爭時，由於抗俄入侵期間俄羅斯裝備大量被繳獲，導致烏克蘭防衛軍大規模裝甲化與重砲化，因此也被譏為运输大队长。

## 相关
- “常凯申”误译事件
- 白匪、共匪